# Kunyaza
Kunyaza es un término Ruanda-Urundi dado a una práctica sexual tradicional, desarrollada y practicada principalmente en África Central (en algunas regiones de Ruanda, Congo, este de Uganda y este de Tanzania) y la región de los Grandes Lagos de África Oriental, que está destinada a facilitar el orgasmo femenino de calidad, asociado con una eyaculación femenina durante el coito en relaciones heterosexuales.
Consiste en que el hombre estimule a la mujer antes de la penetración vaginal, acariciando sus labios vaginales y el clítoris con la erección de su pene. El hombre debe continuar hasta lograr que la mujer llegue al orgasmo, eyacule o produzca abundantes secreciones.

## Terminología
La palabra Kunyaza, original de pueblos de Rundi (Ruanda), se deriva del verbo kunyaàra, que significa "orinar", pero también significa eyaculación femenina, como resultado de la práctica, por lo que el término también puede significar “sexo mojado o húmedo”.

### Otros nombres
Se conoce por diferentes nombres en diferentes regiones, el término ugandés regular es kakyabali (a menudo kachabali en ortografía anglicizada) o "Western Jazz" en jerga, debido a su prevalencia en las regiones occidentales como Ankole.
También es conocido más popularmente como “sexo húmedo”. Los varones de Ruanda parecen haber encontrado un apodo muy simpático para las mujeres adictas a esta técnica: shami rytikivu, lo que significa “pongan una cubeta debajo de la mujer”.
Debido a la cantidad de líquido vaginal expulsado (un litro o más), este tipo de sexo es frecuentemente caracterizado por el sonido que evoca alguien golpeando el agua con la palma de las manos. Por ese motivo, para insinuarlo específicamente, el pueblo de Ruanda cuenta con la expresión “perro que bebe agua”.

## Extensión geográfica
La técnica Kunyaza se considera una práctica tradicional de Ruanda, Burundi, el oeste de Uganda, el oeste de Tanzania y el este de la Congo. Una encuesta de 2008 de hombres ruandeses entrevistados sugirió que las mujeres europeas visitan el país para ser practicadas por hombres locales. Durante los años 2010, la práctica se difundió a través de los medios sociales en Kenia.

## Historia
Según el folclore popular en Ruanda sugiere, que esta práctica nace con una leyenda: se remonta a la Tercera Dinastía, cuando un rey se fue de excursión militar, la reina buscó la compañía sexual de un guardia real llamado Kamagere, éste no era capaz de penetrarla, muy nervioso con tal responsabilidad y por terror a las represalias del rey, su cuerpo temblaba incontrolablemente, se puso muy ansioso y no pudo penetrar a la reina, pero en su lugar, su pene frotó hacia arriba y hacia abajo contra los labios vaginales y clítoris brindándole placer y desarrollando un método alternativo para satisfacerla. Dando como resultado una técnica que se conoció como kunyaza, mientras que  el torrente de "líquido" que fluyó de la reina se llamaba kunyara y el orgasmo femenino se llama kurangiza.
Una versión formulada fue introducida al público occidental en los libros Weiblicher Orgasmus und Weibliche Ejakulation dank afrikanischer Liebeskunst (2005) y Le secret de l'amour à l'africaine (2008), por el especialista ruandés de Medicina Tradicional de Ruanda, Nsekuye Bizimana.  Una versión china de Le secret de l'amour à l'africaine fue publicada en Hong Kong en 2010.
Según el profesor Bizimana, el Kunyaza viene de una larga tradición. Personas de más de 70 años entrevistadas en 1986 ya afirmaban que sus abuelos lo practicaban, lo que significa que la práctica tiene al menos 150 años.

## Técnica
Publicada por el Dr. Nsekuye Bizimana como un medio seguro para lograr el orgasmo femenino, a menudo en forma de eyaculación femenina, kunyaza implica una fase no penetrativa y una de penetración progresiva:
1. Estimulación externa: 
Es la práctica más sencilla del kunyaza, el hombre fricciona en ritmo continuo el clítoris con el glande de su miembro erecto, el cual puede sujetar con la mano o entre los dedos índice y medio, moviendo en igual velocidad de arriba abajo o de un lado para otro, pasando (sin llegar a penetrar) por toda la extensión de la vulva.
Eventualmente, puede hacer también movimientos circulares, tanto en sentido horario como antihorario. El clítoris, los labios vaginales mayores y menores, el vestíbulo vulvar incluyendo el meato urinario; también pueden ser estimulados mediante movimientos de zigzag. Luego de cierto nivel de excitación el pene humedecido por la lubricación vaginal es sacado. Según se va humedeciendo la vagina, el hombre repite los mismos movimientos circulares en la apertura de los labios menores. A continuación, este mismo movimiento se extiende abarcando desde el comienzo del cuerpo del clítoris, los labios menores y hasta el margen inferior de la apertura vaginal.
Se aconseja la eliminación del vello púbico de la mujer para una manipulación más cómoda del pene. Inicialmente la fricción puede causar cierta molesta si la zona no se halle debidamente lubricada. En dicho caso, es recomendable usar un lubricante o la saliva. Naturalmente, todo debe hacerse con cuidado y delicadeza.
2. Estimulación interna: 
Después de la lubricación vaginal realizada con los preliminares, el hombre penetra con su pene la vagina de forma normal, pero sin llegar a introducirlo del todo. Así el pene también está lubricado para volver a la práctica anterior: con el pene entre las dedos realizando la estimulación externa.
El hombre penetra, alternando penetraciones superficiales (gucuga) en la abertura vaginal, con empujes profundos (gucumita) contra el cuello uterino, mientras mantiene movimientos circulares exagerados, centrándose en estimular directamente las paredes del canal vaginal de una manera "atornillada" durante la penetración, facilitando a menudo el movimiento manteniendo el pene entre los dedos, aumentando notablemente la velocidad. Tanto en la estimulación interna como externa, el ritmo y la fuerza de los movimientos es lenta y delicada, y van in crescendo de acuerdo con el progresivo incremento de excitación y lubricación de las áreas en cuestión.
Sin embargo, otros investigadores destacan que la versión introducida por el Dr. Bizimana, se desvía del kunyaza  tradicional (técnica masculina) en omitir completamente la técnica de elongación de los labios-gukuna (técnica femenina), que de hecho es vista como parte integrante del kunyaza.

## Líquidos, fluidos y secreciones
Durante el kunyaza, generalmente la mujer produce y expulsa una gran cantidad de líquidos, que termina por lubricar también el pene del varón.
En Ruanda, el término usado para la orina es inkari, mientras que para el líquido segregado durante el kunyaza es amavangigo o ibinyare. Mientras el primero es descrito como un líquido amarillo, el expulsado en el kunyaza se describe como una secreción transparente o ligeramente blanquecina. La consistencia y el olor también difieren: mientras la orina siempre es aguada, y posee un fuerte olor a amonio, el amavangigo puede ser más espeso, levemente pegajoso y por lo general inodoro.

## Posiciones
El Kunyaza puede ser practicado en diferentes posiciones: 
En la posición “clásica” de kunyaza descrita por el Dr. Bizimana, el hombre se sienta y la mujer se sienta en su regazo, de frente a él. Pero el Dr. Bizimana señala que personas “menos deportivas” pueden preferir posiciones “modernas” más fáciles, por ejemplo con la mujer recostada de espaldas y el hombre arrodillado entre sus piernas.

## En la cultura popular
El agua sagrada es un documental del director belga Olivier Jourdain; el cual se adentra en este secreto a voces de la cultura tradicional ruandesa y en la práctica llamada Kunyaza, que los hombres mayores conocen y que van pasando a las nuevas generaciones. La protagonista indiscutible de la cinta es Dusabe Vestine, una periodista que habla de sexo por la estación de radio Flash FM. A través de su programa, Dusabe no solo trata temas candentes sino que intenta mantener viva esta tradición, que empieza a perderse entre las nuevas generaciones de ruandeses urbanas, ajenos al estilo de vida de sus antepasados.
El título del documental El agua sagrada se refiere literalmente al flujo vaginal que la mujer expele cuando alcanza el punto máximo del orgasmo, algo considerado un mito por muchas mujeres. En el documental se puede ver a los ruandeses hablando con naturalidad sobre la anatomía femenina y los caminos para lograr que la mujer eyacule. Todo bastante diferente de lo que sería una típica conversación sobre sexo entre varones más preocupados con su propio placer. En Ruanda, el orgasmo femenino es una cuestión de honor para el hombre. Hombres mayores y adolescentes hablan sobre la técnica de "hacer brotar el agua", conocida como kunyaza. El documental de Jourdain, se basa en entrevistar a gente de la calle, en casas, peluquerías y baños públicos.
El agua sagrada se ha exhibido ya en algunos de los festivales de cine documental más relevantes de Europa (IDFA-Ámsterdam, DOKLeipzig, Alemania, DOCPOINT-Helsinki y Moscú), y ha sido premiado en ocho ocasiones. En España ha sido proyectado en Miradas Doc y en Galicia, y en ambos lugares ha ganado el premio del público.

## Actualidad
En entrevista al diario El País, Olivier Jourdain, director del documental El agua sagrada, aclaró que "el kunyaza se trata de una tradición que se transmite de manera casi secreta en círculos cerrados; donde la modernidad ha ejercido una mala influencia en esta práctica, que está más extendida en el mundo rural que en las grandes ciudades". En Ruanda, los matrimonios quedan sellados con el regalo de una estera de fibras de plátano (ikirago/umusambi) que usan para proteger los colchones de la kunyara, porque se desean muchas y muy húmedas noches de orgasmos femeninos.
En relaciones homosexuales femeninas, pueda ser practicada sustituyendo el glande del pene por los dedos u otro objeto estimulante.